# Nelson Cenci
Nelson Cenci (Rimini, 21 febbraio 1919 – Cologne, 3 settembre 2012) è stato uno scrittore italiano.
Ha partecipato alla guerra d'occupazione in Montenegro con la "Julia".
Nel 1942 parte per la campagna di Russia con la Tridentina, dove viene decorato con medaglia d'argento al Valor Militare sul campo come comandante di plotone della 55ª compagnia del Btg. "Vestone".
Terminata la guerra si laurea in Medicina e Chirurgia specializzandosi in otorinolaringoiatra e ottenendo la libera docenza. Fu primario ospedaliero a Varese Dal 1966 al 1979 e docente dei corsi pareggiati dell’Università di Pavia a Varese.
Ha pubblicato molti libri sulla sua esperienza nella naja alpina e sulla guerra.
Nel 2007 viene insignito della cittadinanza onoraria di Vestone, per essere stato ufficiale al comando del "Battaglione Vestone" durante la ritirata di Russia del '43.
È morto, stroncato da un tumore, la mattina del 3 settembre 2012 all'età di 93 anni a Cologne, dove viveva da anni.
Citato più volte ne Il sergente nella neve di Mario Rigoni Stern, ha raccontato la sua esperienza in romanzi e poesie.
È rimasto, dopo la guerra, in contatto e in rapporti di amicizia con altri reduci, divenuti poi scrittori, quali Mario Rigoni Stern e Nuto Revelli.
Il 23 febbraio 2020 gli è stata dedicata una via a Varese nei pressi dell'Ospedale di Circolo. 

## Opere principali
- Ritorno, introduzione di Mario Rigoni Stern, Milano, Rizzoli, 1981
- Le stagioni lontane, Milano, Cavallotti, 1984
- I grandi silenzi, Milano, Dall'Oglio, 1985
- Il passato che torna, Milano, Mursia, 2002
- Quando scende la sera, Milano, Mursia, 2004
- Non sei solo, Milano, Mursia, 2005
- Ritorno: la drammatica esperienza degli alpini sul fronte russo, Milano, Mursia, 2008 ISBN 9788842536550